# Anurophorus balcellsi
Anurophorus balcellsi är en urinsektsart som beskrevs av Selga 1959. Anurophorus balcellsi ingår i släktet Anurophorus och familjen Isotomidae. Inga underarter finns listade i Catalogue of Life.